# Significat proposicional
En els camps de la filosofia i lingüística, el significat proposicional, significat descriptiu o significat locutiu (també sentit proposicional) és un dels tipus de significat lèxic que per ell mateix constitueix una proposició. Una manera senzilla de resumir-ne les qualitats és el d'un "significat que emana de la relació (existent) entre un mot o un enunciat i allò a què fa referència.

## Definició
El significat proposicional procedeix de la relació entre un mot o una expressió i allò a què fa referència o a què descriu en un món real o imaginari, tal com és concebut pels mateixos parlants de la llengua particular a la qual aquest mot o expressió pertany. Aquest és el tipus de significat al qual ens podem remetre per jutjar si quelcom és cert o fals. Per posar un exemple, diríem que el significat proposicional de carpeta és el d'un "parell de cobertes unides per un costat que constitueixen un receptacle que hom usa per a guardar-hi papers, documents, dibuixos, etc." En circumstàncies normals, seria inacurat de fer servir carpeta per parlar d'un altre estri de papereria que no serveixi per a la mateixa funció.
En totes les llengües conegudes, aquestes parts de la comunicació en forma de significat proposicional que l'emissor identifica com a informatives formen part del rema, mentre que aquelles que disposen de nul valor informatiu constitueixen el tema, també anomenat rerefons.
Aquest terme és sovint emprat en l'àmbit de la traducció: quan es parla d'una traducció mal feta o "inacurada", és sovint el cas que es critica el funcionament proposicional del seu significat. En aquest sentit lèxic, es diferencia del significat expressiu, que no es dependent de la seva certesa o falsedat. Per al lingüista D.A. Cruse, hi ha quatre tipus bàsics de significat en mots i enunciats, que són recollits per la traductòloga Mona Baker: proposicional, expressiu, pressuposat i evocat.